# 王任 (1926年)
王任（1926年7月23日—），浙江長興人，白色恐怖受難者，上海大同工學院電機系、台南工大學電機系肄業，1949年4月28日致函其表弟吳志一勸其等待上海解放遭到情治人員截獲，遭判刑十年，1960年出獄任職於台南化工擔任廠長，1964年與難友陳榮華、張振騰等難友集資創立企慕化學股份有限公司出任董事長，照顧許多難友。

## 生平
王任，1926年生於浙江長興，父王修字季歡，曾任北洋政府財政部檢事，為著名書畫及收藏家，書香門第，王任就讀杭州省立師範學院附小，1937年中日戰爭爆發，由祖母帶領避難上海英租界，就讀上海私立南洋中學，1945年就讀上海大同工學院電機系，戰後學潮蜂起，王任因參加學運致學校開除學籍，透過浙江圖書館館長資助，1948年前往台灣申請轉學至台南工大學電機系就讀，不久即受當局監視，1949年4月28日致函其表弟吳志一勸其等待上海解放並提及參加農村工作等事，遭到情治人員截獲，判刑十年，1960年出獄，任職於台南化工廠，不久升任廠長，1963年與難友黃采薇結縭，1964年在難友的集資協助下在台中創立「企慕化學股份有限公司」，難友陳榮華、張振騰、郭玉崑、萬大均、張仲勳等皆任職於此，2004年結束營業。

### 平反
2018年12月7日，促進轉型正義委員會促轉三字第1075300145A號函文，公告受難者黃藻儒君等1505人應予平復司法不法之刑事有罪判決暨其刑，其中(39)安潔字第 2659 號，有關王任陰謀以非法之方法顛
覆政府之有罪判決暨其刑之宣告正式撤銷。